# Воскобойник, Давид Израилевич
Дави́д Изра́илевич Воскобо́йник (5 апреля 1914, Киев — 30 декабря 1967, Москва) — советский физик-ядерщик, лауреат Сталинской премии (1951).
Д. И. Воскобойник родился 5 апреля 1914 года в Киеве, в семье чернобыльского мещанина Срула Мовшевича Воскобойника (1884—1932) и Марим Геноховны Мотенко (1890—1965), крестьянки макаровской волости Киевского уезда. Трудовую деятельность начал в 1931 году лаборантом физического кабинета Ленинградского электротехнического института. В 1935 году поступает на дневное отделение физического факультета Ленинградского государственного университета, который оканчивает в 1939 году. С 1936 года работает инженером, старшим инженером в научных институтах Ленинграда, Красноярска, Москвы. Принимает участие в разработке широкополосных усилителей для телевизионных устройств, публикует ряд научных работ.
В 1945 году защитил диссертацию на соискание учёной степени кандидата технических наук.
С ноября 1945 года — старший научный сотрудник, позже — начальник сектора Лаборатории № 2 Академии наук СССР, головного предприятия атомного проекта СССР, руководимого академиком И. В. Курчатовым. Занимался промышленными методами обогащения урана, проектированием и конструированием установок газовой диффузии для получения урана-235. 6 декабря 1951 года Д. И. Воскобойнику в составе научного коллектива была присуждена Сталинская премия второй степени «за разработку методов борьбы с коррозией на диффузионном заводе». Одновременно награждён орденом Трудового Красного Знамени.
В 1953 году стал жертвой борьбы с космополитизмом, будучи уволенным из курчатовской лаборатории «за нарушение правил внутреннего распорядка».
С 1954 года — во Всесоюзном институте научной и технической информации. Начав путь с должности старшего научного сотрудника сектора атомной физики, к 1962 году становится заместителем директора по научной части. С 1955 года — доктор технических наук, профессор.
Д. И. Воскобойник стал у истоков советской информатики, возглавив научный коллектив из 15 учёных, создавший первую в советской науке проблемную записку «Научная информация», лёгшую в основу создания первых информационно-поисковых систем.
Под редакцией Д. И. Воскобойника физико-математическим государственным издательством издано несколько двуязычных и многоязычных физических словарей, в частности англо-русский и русско-английский ядерные словари 1960 года, семиязычный ядерный словарь 1961 года.
Был женат, имел троих детей. Мужем дочери Д. И. Воскобойника был биофизик М. Д. Франк-Каменецкий.